# Trematopygus rufator
Trematopygus rufator är en stekelart som beskrevs av Hinz 1986. Trematopygus rufator ingår i släktet Trematopygus och familjen brokparasitsteklar. Arten är reproducerande i Sverige. Inga underarter finns listade i Catalogue of Life.